# Langues môn-khmer orientales
Les langues môn-khmer orientales sont un rameau de la branche môn-khmer des langues austroasiatiques parlées au Cambodge, au Laos, en Thaïlande et au Viêt Nam.

## Classification

Carte des langues austroasiatiques

Au nombre de 67, les langues môn-khmer orientales se répartissent comme suit :
- Langues bahnariques (40 langues) :
  - Sous-groupe « central » (6 langues) :
    - Alak (parlé au Laos) ;
    - Bahnar (Viêt Nam) ;
    - Kaco' (en) (Cambodge) ;
    - Lamam (en) (Cambodge) ;
    - Romam (en) (Viêt Nam) ;
    - Tampuan (Cambodge).

  - Sous-groupe « septentrional » (14 langues) :
    - Septentrional oriental (3 langues, toutes parlées au Viêt Nam) :
      - Cua-Kayong :
        - Cua (en) ;
        - Kayong (en) ;

      - Takua (en) ;

    - Septentrional occidental (10 langues, toutes parlées au Viêt Nam sauf une) :
      - Halang doan (en) ;
      - Jeh-Halang :
        - Jeh (en) ;
        - Halang (en),

      - Rengao (en),
      - Sedang-Todrah (4 langues) :
        - Sedang (2 langues) :
          - Hrê et
          - Sedang (langue) (en) ;

        - Todrah-Monom (2 langues) :
          - Monom (en) ;
          - Todrah (en) ;

      - Talieng (en) (Laos) ;
      - Trieng (en) ;

    - Katua (en) (Viet Nam) ;

  - Sous-groupe « méridional » (9 langues, toutes parlées au Viêt Nam sauf une) :
    - Sre-Mnong (6 langues) :
      - Mnong :
        - Mnong oriental ;
        - Mnong méridional-central :
          - Kraol (Cambodge) ;
          - Mnong central ;
          - Mnong méridional ;

      - Sre :
        - Koho;
        - Maa,

    - Stieng-Chrau (2 langues) :
      - Chrau (en) ;
      - Stieng Bulo (en) ;
      - Stieng Budeh (en) ;

  - Sous-groupe occidental (11 langues, toutes parlées au Laos sauf deux) :
    - Brao-Kravet (4 langues) :
      - Kavet (en) (Cambodge) ;
      - Kru'ng (en) (Cambodge) ;
      - lave (en) ;
      - Sou (en) ;

    - Laven ;
    - Nyaheun (en) ;
    - Oi-The (5 langues) :
      - Jeng ;
      - Oy ;
      - Sapuan (en) ;
      - Sok ;
      - The.
- Langues katuiques (19 langues) :
  - Katuique central (5 langues) ;
  - Katuique occidental (6 langues) ;
  - Katuique oriental (8 langues),
- Groupe khmer (2 langues) 
  - Khmer
  - Khmer du Nord
- Langues péariques (6 langues).